# La Vaquería, Tatatila
La Vaquería är en ort i Mexiko.   Den ligger i kommunen Tatatila och delstaten Veracruz, i den sydöstra delen av landet, 220 km öster om huvudstaden Mexico City. La Vaquería ligger 1 086 meter över havet och antalet invånare är 209.
Terrängen runt La Vaquería är bergig söderut, men norrut är den kuperad. Runt La Vaquería är det ganska tätbefolkat, med 160 invånare per kvadratkilometer. Närmaste större samhälle är Atzalan, 18,8 km väster om La Vaquería. I omgivningarna runt La Vaquería växer i huvudsak blandskog.